# آب‌سنگ حلقوی نادیکدیک
آب‌سنگ حلقوی نادیکدیک (به لاتین: Knox Atoll) یک آب‌سنگ حلقوی در جزایر مارشال است که در اقیانوس آرام واقع شده‌است. آب‌سنگ حلقوی نادیکدیک ۰٫۹۸ کیلومتر مربع مساحت و و خالی از سکنه است و ۳ متر بالاتر از سطح دریا واقع شده‌است.